# Крюковка 2
Крюковка 2 — деревня в Тёпло-Огарёвском районе Тульской области России.
В рамках административно-территориального устройства входит в Крюковский сельский округ Тёпло-Огарёвского района, в рамках организации местного самоуправления включается в Волчье-Дубравское сельское поселение.

## География
Расположена в 21 км к юго-западу от райцентра, посёлка городского типа Тёплое, и в 85 км к югу от областного центра, г. Тулы. 
На севере примыкает к деревне Крюковка 1.

## Население
| 2002 | 2010 |
| ---- | ---- |
| 127  | →127 |